# Tom Byron
Tom Byron, né Thomas Bryan Taliaferro Jr. le 4 avril 1961 à Houston dans le Texas, est acteur et un réalisateur pornographique américain.

## Biographie
Il est parfois crédité du nom de Tom Byrom, Tommy Byron, The Icon, ou encore The Great White Hope. Membre de la XRCO  et de l'AVN Hall of Fame, c'est l'un des acteurs les plus emblématiques du cinéma pornographique américain.
Lorsque Byron commença sa carrière pornographique, il joua le plus souvent des rôles de teenager en accord avec son physique de jeune débutant, alors même qu'il était déjà âgé d'une vingtaine d'années. Il participa à de nombreux films avec Traci Lords y compris lors de son tout premier en 1984 intitulé, What Gets Me Hot!. Il est également réputé pour avoir eu une relation avec Traci Lords alors qu'elle était encore mineure. Byron a également confirmé la véracité d'une série d'images le représentant en train de réaliser une fellation sur un transsexuel.
Il a modifié son image à plusieurs reprises lors de sa carrière, de l'adolescent propre et rasé jusqu'au rocker au regard dur (complétée par des tatouages et des piercings) afin de faire oublier son apparence trop adolescente.
Une folle rumeur a éclaté en 1997, prétendant que Tom Byron était mort du SIDA. Il s'agissait d'une intox, mais parce que l'acteur avait momentanément disparu des écrans afin de s'accorder une pause, celle-ci a perduré un moment.
Byron a dirigé environ soixante-dix films, sa plus notable réalisation étant la série des Cumback Pussy pour Elegant Angel.
En 2012, il accepte de tourner dans la parodie X du film Star Wars, épisode IV : Un nouvel espoir. Il y incarne Obi Wan Kenobi avec d'autres acteurs célèbres dans ce style de film : Lexington Steele (Dark Vador) et Chi Chi Larue (C3PO) entre autres.

## Récompenses
- XRCO Hall of Fame
- AVN Hall of Fame
- 1984 : CAFA Best Actor for Private Teacher
- 1984 : CAFA Best Supporting Actor for Sister Dearest
- 1985 : AVN Award Best Couples Sex Scene - Film pour Kinky Business (avec Ginger Lynn)
- 1985 : XRCO Stud of the Year
- 1985 : XRCO Video Stallion
- 1990 : AVN Best Couples Sex Scene - Video for The Chameleon
- 1991 : F.O.X.E Male Fan Favorite
- 1992 : AVN Award Best Actor - Video for Sizzle
- 1992 : F.O.X.E Male Fan Favorite
- 1996 : XRCO Best Actor (Single Performance) for Flesh
- 1996 : XRCO Best Anal or DP Scene for Car Wash Angels
- 1997 : XRCO Best Actor for 'Indigo Delta
- 1997 : XRCO Best Anal Scene for Behind the Sphinc Door
- 1997 : XRCO Male Performer of the Year
- 1998 : AVN Best Actor - Video for Indigo Delta
- 1998 : AVN Best Gonzo Series for Cumback Pussy
- 1998 : AVN Male Performer of the Year
- 1998 : XRCO Best Gonzo Series for Whack Attack
- 1999 : AVN Male Performer of the Year
- 1999 : F.O.X.E Male Fan Favorite
- 2000 : AVN Best Supporting Actor - Video for LA 399
- 2008 : AVN Best Actor - Film for Layout
- 2008 : AVN Best Couples Sex Scene - Film for Layout
- 2010 : XBIZ Award - Male Porn Star of the Year
- 2010 :  AVN Award Meilleur acteur dans un second rôle (Best Supporting Actor) pour Throat: A Cautionary Tale[2]
- 2011 : AVN Award du meilleur acteur - The Big Lebowski: A XXX Parody[3]
- 2013 : AVN Award du meilleur acteur dans un second rôle (Best Supporting Actor) pour Star Wars XXX: A Porn Porody[4]

## Filmographie
Selon IMDb il a une liste de 1400 films mais il prétend avoir tourné dans 2000 films pornographiques. De Tuesday's Lover en 1983 à aujourd'hui.